# Міжнародна асоціація професійних перекладачів
Міжнародна асоціація професійних перекладачів (IAPTI) — міжнародна професійна асоціація письмових і усних перекладачів, що базується в Аргентині.

## Історія
Асоціацію IAPTI було засновано в Буенос-Айресі (Аргентина) 30 вересня 2009 року, у день Святого Ієроніма. Засновники — група професійних постачальників мовних послуг. Їхньою метою було створення засобу для просування етичних практик у письмовому й усному перекладі, а також забезпечення форуму для обговорення проблем, типових для глобалізованого світу, як-от краудсорсинг, аутсорсинг, низькі тарифи та зловживання. Для IAPTI важливі також технологічно-етичні питання — наприклад, використання професійних лінгвістів як дешевих коректорів текстів, перекладених машиною.
Асоціацію заснувала Аврора Хумаран (Aurora Humarán), аргентинська присяжна перекладачка, член-кореспондент Північноамериканської академії іспанської мови та маркетологиня.
IAPTI подала заявку на реєстрацію громадської асоціації в Буенос-Айрес (Аргентина). Її юридична реєстрація під назвою «Міжнародна асоціація професійних перекладачів» та оформлення в офісі Генерального інспектора юстиції Аргентини зайняли багато часу. 23 лютого 2017 року було оголошено, що Генеральний інспектор юстиції остаточно затвердив IAPTI як громадську асоціацію.
Згідно зі статутом, Асоціацією управляє Рада директорів, до складу якої входять шість керівників: президент, віцепрезидент, генеральний секретар, фінансовий керівник, два члени з правом голосу та два їхні заступники.

## Події, вебінари, публікації
IAPTI провів чотири міжнародні конференції: у Лондоні (2013), в Афінах (2014), у Бордо (2015), а 4-та конференція відбулася в Буенос-Айресі у квітні 2017 року у готелі Claridge Hotel — саме там, де асоціація була заснована за вісім років до того.
Організація пропонує своїм членам безплатні вебінари та інші курси, а також цифровий інформаційний бюлетень The IAPTImes.

## Партнерство
У 2013 році IAPTI взяла участь у проєкті Open Letter, запущеному у 2012 році, об'єднавши зусилля з іншими перекладацькими організаціями — AIIC, Red T та FIT. Пізніше до них приєдналися Critical Link International (CLI), Міжнародна рада з розвитку усного перекладу і Міжнародна асоціація перекладачів жестової мови (WASLI). Вони надіслали відкриті листи щодо кількох питань, зокрема:
- тиснути на уряди з метою забезпечити довготривалу безпеку лінгвістів, які обслуговували війська своїх країн в Афганістані[21];
- звернутися до Президента Сполучених Штатів враховувати потреби письмових та усних перекладачів у зв'язку з війною проти ІДІЛ[22];
- закликати ООН прийняти резолюцію щодо оголошення 30 вересня Міжнародним днем перекладу[23].

## Почесні члени
Почесними членами Асоціації є:
- Ноам Чомскі
- Мона Бейкер (Mona Baker)[25]
- Валентин Гарсіа Єбра (Valentín García Yebra) (пам'ять)
- Серхіо Віаджо (Sergio Viaggio)
- Фернандо Наварро (Fernando Navarro)[26]
- Сюзанна Джилл Левін (Suzanne Jill Levine)
- Рікардо К'єза (Ricardo Chiesa)
- Люсіль Барнс (Lucille Barnes)
- Мадлен Лі (Madeleine Lee)
- Девід Беллос

## Підтримка
З 2009 року професіонали мови з кількох країн є активними членами IAPTI, зокрема перекладач Тоні Росадо (Tony Rosado) та академік Мона Бейкер (Mona Baker). Крім того, дії IAPTI щодо свободи слова перекладачів отримали підтримку з боку Асоціації перекладачів Нової Англії.